# 明治天皇與日俄戰爭
《明治天皇與日俄戰爭》（日语：明治天皇と日露大戦争）於1957年日本上映的一部歷史電影，故事以明治天皇開始，描述日俄戰爭時，雙方交戰於旅順、203高地以及日本海海戰幾場大戰，獲得了全面的勝利，當時堪稱是新東寶公司的一部屬於大企劃的製作，票房賺近七億日圓。

## 演員
- 岚宽寿郎（日语：嵐寛寿郎）：明治天皇
- 阿部九洲男：伊藤博文
- 高田稔：山縣有朋
- 藤田進：井上馨
- 武村新：松方正義
- 芝田新：兒玉源太郎
- 田崎潤：東鄉平八郎
- 江川宇礼雄：山本權兵衛
- 丹波哲郎：島村速雄
- 林寛：乃木希典
- 高島忠夫：乃木保典

## 工作人員
- 製作委員長・原案 : 大藏貢
- 企劃 : 野坂和馬
- 原作・總監督 : 渡邊邦男
- 應援監督 : 毛利正樹
- 劇本 : 館岡謙之助
- 攝影 : 渡邊孝、西本正
- 美術 : 梶由造、黒沢治安
- 燈光 : 佐藤快哉
- 錄音 : 鈴木勇
- 特殊攝影 : 上村貞夫、黒田武一郎
- 大道具 : 山野由蔵
- 小道具 : 吉岡長一郎
- 背景 : 村上練三郎
- 音樂 : 鈴木静一